# MTV Video Music Award a legjobb videó összeállításért
Az MTV Video Music Award a legjobb videó összeállításért díjat csak 1991-ben adták át.
| Év   | Győztes                             | További jelöltek    |
| ---- | ----------------------------------- | ------------------- |
| 1991 | Madonna — The Immaculate Collection | - R.E.M. — Tourfilm |